# Syringilla nepalensis
Syringilla nepalensis är en insektsart som beskrevs av Miyatake 1981. Syringilla nepalensis ingår i släktet Syringilla och familjen rundbladloppor.
Artens utbredningsområde är Nepal. Inga underarter finns listade i Catalogue of Life.